# Milwaukee Bucks 1990-1991
La stagione 1990-91 dei Milwaukee Bucks fu la 23ª nella NBA per la franchigia.
I Milwaukee Bucks arrivarono terzi nella Central Division della Eastern Conference con un record di 48-34. Nei play-off persero al primo turno con i Philadelphia 76ers (3-0).

## Roster
| N°   | Naz.                   | Ruolo | Sportivo          | Anno | Alt. | Peso |
| ---- | ---------------------- | ----- | ----------------- | ---- | ---- | ---- |
| 3    | Stati Uniti (bandiera) | GA    | Dale Ellis        | 1960 | 201  | 93   |
| 7    | Stati Uniti (bandiera) | GA    | Adrian Dantley    | 1956 | 196  | 94   |
| 8    | Stati Uniti (bandiera) | A     | Frank Kornet      | 1967 | 206  | 102  |
| 10   | Stati Uniti (bandiera) | C     | Danny Schayes     | 1959 | 211  | 107  |
| 11-7 | Stati Uniti (bandiera) | G     | Everette Stephens | 1966 | 188  | 79   |
| 12   | Stati Uniti (bandiera) | G     | Steve Henson      | 1968 | 180  | 80   |
| 15   | Stati Uniti (bandiera) | G     | Lester Conner     | 1959 | 193  | 82   |
| 20   | Stati Uniti (bandiera) | GA    | Jeff Grayer       | 1965 | 196  | 91   |
| 21   | Stati Uniti (bandiera) | G     | Alvin Robertson   | 1962 | 191  | 84   |
| 22   | Stati Uniti (bandiera) | GA    | Ricky Pierce      | 1959 | 193  | 93   |
| 24   | Stati Uniti (bandiera) | G     | Jay Humphries     | 1962 | 191  | 84   |
| 31   | Stati Uniti (bandiera) | AC    | Fred Roberts      | 1960 | 208  | 99   |
| 34   | Stati Uniti (bandiera) | AC    | Cadillac Anderson | 1964 | 208  | 104  |
| 40   | Stati Uniti (bandiera) | AC    | Frank Brickowski  | 1959 | 206  | 109  |
| 42   | Stati Uniti (bandiera) | AC    | Larry Krystkowiak | 1964 | 206  | 100  |
| 43   | Stati Uniti (bandiera) | AC    | Jack Sikma        | 1955 | 211  | 104  |
| 44   | Stati Uniti (bandiera) | AC    | Brad Lohaus       | 1964 | 211  | 104  |

## Staff tecnico
- Allenatore: Del Harris
- Vice-allenatori: Frank Hamblen, Mack Calvin, Larry Riley